# Retiro dos Artistas
Retiro dos Artistas é uma instituição brasileira que acolhe artistas idosos que passam por dificuldades financeiras e emocionais, são abandonados pela família ou não têm onde morar. Sua sede está no Pechincha, na Zona Oeste da cidade do Rio de Janeiro.
A instituição foi fundada em 1918 pelo ator Leopoldo Fróes em parceria com o jornalista Irineu Marinho e foi baseada no modelo da francesa Maison de retraite des artistes de Pont-aux-Dames, criada por Benoît-Constant Coquelin e pelo barão Isidore Taylor em Couilly-Pont-aux-Dames.
São 15 mil/m², com 50 casas, refeitório, teatro, cinema, biblioteca, piscina e salão de beleza. A instituição atende dezenas de residentes entre atores, cantores, instrumentistas, produtores, figurinistas, maquiadores e outras profissões. Seu funcionamento depende de doações em dinheiro, roupas, alimentos, eletrodomésticos, móveis e trabalho voluntário.
Os internos abrigados no local recebem alimentação, fazem fisioterapia e passam até por cuidados em um salão de beleza. Os residentes ainda produzem e expõem seus trabalhos em um centro cultural e dão aulas para iniciantes no mundo do espetáculo. Entre os residentes atuais estão Íris Bruzzi, Airto Moreira, Ary Piassarollo, Flora Purim, Robertinho Silva, Sônia Zagury, Jaime Leibovitch, Rui Resende, Adonis Karan e Marcos Oliveira.